# Barión xi
Los bariones Xi o partículas cascada son una familia de partículas subatómicas hadrónicas que tienen el símbolo Ξ, portando una carga eléctrica elemental de +2, +1, −1, pudiendo también ser neutras. Los bariones xi están compuestos de tres quarks: un quark arriba (u) o abajo (d) y dos quarks más pesados. A veces son llamadas partículas cascada debido a su estado inestable, que les lleva a desintegrarse rápidamente en partículas más ligeras a través de una cadena de desintegraciones. El primer descubrimiento de un barión Xi cargado se hizo en experimentos con rayos cósmicos llevados a cabo por el grupo de Mánchester en 1952. El primer descubrimiento de la partícula Xi neutra se hizo en el Lawrence Berkeley Laboratory en 1959. También fue observado como un producto creado en la descomposición de los bariones omega (Ω-) observados en el Laboratorio Nacional Brookhaven, en 1964.
La partícula Ξ−
b también se conoce como partícula cascada B y contiene quarks de las tres familias. Fue descubierto por las colaboraciones Experimento D0 y CDF en el Fermilab. El descubrimiento fue anunciado el 12 de junio de 2007. Fue la primera partícula conocida compuesta de quarks de las tres generaciones de quark - es decir, un quark abajo, un quark extraño y un quark inferior. La colaboración DØ informó que la masa del nuevo estado sería de 5,774 ± 0,019 GeV/c2, mientras que la colaboración CDF midió una masa de 5,7929 ± 0,030 GeV/c2. Los dos resultados son coherentes entre sí. El Particle Data Group reconoce una masa promedio mundial de 5,7924 ± 0,019 GeV/c2.
Cuando no se especifica, el quark de los bariones Xi que no es un quark u ni un quark d es un quark extraño. Así, un barión Ξ0
b contiene un quark arriba, un quark extraño, y un quark inferior (usb), mientras que un Ξ0
bb contiene un quark arriba y dos quarks inferiores (ubb).
Los experimentos en el Large Hadron Collider han detectado un barión Ξ∗0
b (con una masa publicada de 5,945 ± 2,8 GeV/c2) compuesto por tres quarks (u, s, y b).
En 2017 el detector LHCb del LHC observó el Ξcc++ (barión ccu), un barión Xi doblemente encantado con una masa estimada de 3621,40 ± 0,72 MeV/c²

## Tipos de bariones Xi
| Partícula               | Símbolo   | Contenido en quarks | Masa en reposo MeV/c2 | Isoespín I | Espín(Paridad) JP | Q (e) | S  | C  | B' | Vida media (s)         | Normalmente se desintegra en                                       |
| ----------------------- | --------- | ------------------- | --------------------- | ---------- | ----------------- | ----- | -- | -- | -- | ---------------------- | ------------------------------------------------------------------ |
| Xi                      | Ξ0        | u s                 | 1 314.86 ± 0.20       | 1⁄2        | 1⁄2+*             | 0     | −2 | 0  | 0  | 2,90 ± 0,09 × 10−10    | Λ0 + π0                                                            |
| Xi                      | Ξ−        | d s                 | 1321.31 ± 0.13        | 1⁄2        | 1⁄2+*             | −1    | −2 | 0  | 0  | 1,639 ± 0,015 × 10−12  | Λ0 + π−                                                            |
| Resonancia Xi           | Ξ0 (1530) | u s                 | 1 531.80(32)          | 1⁄2        | 3⁄2+              | 0     | −2 | 0  | 0  |                        | Ξ + π                                                              |
| Resonancia Xi           | Ξ− (1530) | d s                 | 1 535.0(6)            | 1⁄2        | 3⁄2+              | −1    | −2 | 0  | 0  |                        | Ξ + π                                                              |
| Xi encantado            | Ξ+ c      | u s c               | 2 467.9 ± 0.4         | 1⁄2        | 1⁄2* +*           | +1    | −1 | +1 | 0  | 4,42 ± 0,26 × 10−13    | Véanse Modos de desintegración de Ξ+ c                             |
| Xi encantado            | Ξ0 c      | d s c               | 2 471.0 ± 0.4         | 1⁄2        | 1⁄2* +*           | 0     | −1 | +1 | 0  | 1,12 ± 0,13 × 10−13    | Véanse Modos de desintegración de Ξ0 c                             |
| Resonancia Xi encantado | Ξ′+ c     | u s c               | 2 575.7±3.1           | 1⁄2        | 1⁄2+†             | +1    | −1 | +1 | 0  |                        | Ξ+ c + γ (visto)                                                   |
| Resonancia Xi encantado | Ξ′0 c     | d s c               | 2 578.0±2.9           | 1⁄2        | 1⁄2+†             | 0     | −1 | +1 | 0  | 1,1 × 10−13            | Ξ0 c + γ (visto)                                                   |
| Xi doble encantado†     | Ξ++ cc    | u c                 | 3621,40 ± 0,72        | 1⁄2*       | 1⁄2* +*           | +2    | 0  | +2 | 0  | 333x10-15              |                                                                    |
| Xi doble encantado[a]   | Ξ+ cc     | d c                 | 3 518.9 ± 0.9[c]      | 1⁄2*       | 1⁄2* +*           | +1    | 0  | +2 | 0  | <3,3 × 10−14[a]        | Λ+ c + K− + π+ [e] or p+ + D+ + K− [e]                             |
| Xi inferior             | Ξ0 b      | u s b               | 5 792 ± 3             | 1⁄2*       | 1⁄2* +*           | 0     | −1 | 0  | −1 | 1,42 ± 0,28 × 10−12[b] | Véanse Modos de desintegración de Ξ b                              |
| Xi inferior o Cascada B | Ξ− b      | d s b               | 5 792.9 ± 3.0         | 1⁄2*       | 1⁄2* +*           | −1    | −1 | 0  | −1 | 1,42 × 10−12           | Véanse Modos de desintegración de Ξ b (Ξ− + J/ψ también fue vista) |
| Xi doble inferior†      | Ξ0 bb     | u b                 |                       | 1⁄2*       | 1⁄2* +*           | 0     | 0  | 0  | −2 |                        |                                                                    |
| Xi doble inferior†      | Ξ− bb     | d b                 |                       | 1⁄2*       | 1⁄2* +*           | −1    | 0  | 0  | −2 |                        |                                                                    |
| Xi encantado inferior†  | Ξ+ cb     | u c b               |                       | 1⁄2*       | 1⁄2* +            | +1    | 0  | +1 | −1 |                        |                                                                    |
| Xi encantado inferior†  | Ξ0 cb     | d c b               |                       | 1⁄2*       | 1⁄2* +*           | 0     | 0  | +1 | −1 |                        |                                                                    |

[a] Existe alguna controversia respecto de estos datos. Véanse referencias

[b] Esto es realmente una medida de la vida media de los bariones B que se desintegran en un chorro que contiene una pareja Ξ± - l± del mismo signo. Es de suponer que la mezcla esté compuesta principalmente de Ξ
b con algo de Λ
b.

† La partícula (o la cantidad, p. ej. el espín) no ha sido observada o no se ha puesto de manifiesto.